# 中須田站

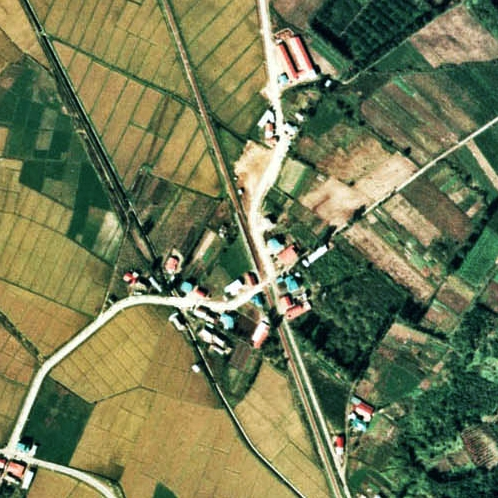
1976年的中須田站與方圓約500米範圍。上方是江差方向。

中須田站（日语：／ Naka-suda eki */?）是位於北海道檜山郡上之國町字中須田，北海道旅客鐵道的江差線車站（廢站）。隨著江差線木古內站至江差站廢除，車站在2014年（平成26年）5月12日廢除。

## 歷史
在江差線全線開通之際，此站還未啟用，當時周邊的居民都會使用桂岡站。後來在住民的陳情下，在1948年（昭和23年）開設臨時乘降場，在1955年（昭和30年）升級至車站。
- 1948年（昭和23年）[2]：國有鐵道江差線中須田臨時乘降場（局設定）啟用。當時為客運車站。
- 1949年（昭和24年）6月1日：隨著實施日本國有鐵道法，日本國有鐵道（國鐵）繼承此臨時乘降場。
- 1955年（昭和30年）3月5日：升級至車站。設置木製車站大樓。但是沒有職員當值[1]。
- 1986年（昭和61年）12月23日：舊車站大樓被拆毀，設置由貨車改造的車站大樓[1]。
- 1987年（昭和62年）4月1日：伴隨國鐵分割民營化，車站由北海道旅客鐵道（JR北海道）營運。
- 2014年（平成26年）5月12日：江差線木古內站至江差站之間廢除，此站也廢除[3]。

## 車站構造
截至車站廢除前，此站是地面車站，設有1面1線的單式月台。此站的車站大樓由守車改造而成。在車站啟用當初已經是無人車站。

## 使用狀況
| 乘車人次變化 | 乘車人次變化     |
| 年度         | 一日平均乘車人次 |
| ------------ | ---------------- |
| 2011         | 0                |
| 2012         | 0                |
| 2013         | 0                |

## 車站周邊
- 江差警署（日语：江差警察署）中須田駐在所
- 中須田郵局
- 石山
- 上之國町立河北小學
- 河北保育所

## 現況
截至2018年7月，月台、候車室和路軌全部被拆毀和撤走，只剩下路基。

## 相鄰車站
北海道旅客鐵道（JR北海道）
江差線
桂岡－中須田－上之國

## 注腳
1. 1 2 3 4 5 6 7 8  さよなら江差線編集委員会（編集） (编). . 北海道新聞社. 2014: 166・171-172. ISBN 978-4-89453-743-9 （日语）.
2. ↑  江差線10駅 最後の夏8 中須田PDF（日語） - 木古內町觀光協會
3. ↑   (PDF) (新闻稿). 北海道旅客鉄道. 2013-04-26  [2013-04-26]. （原始内容 (PDF)存档于2013-05-13） （日语）.